# Rex Joseph Walheim
Rex Joseph Walheim (Redwood City, Kalifornia, 1962. október 10. –) amerikai űrhajós, ezredes.

## Életpálya
1984-ben az University of California (Berkeley) keretében gépészmérnöki diplomát szerzett. 1984-ben hadnagyként Észak-Dakotában teljesített szolgálatot. 1986-ban áthelyezték a Johnson Space Center (JSC), Houston, (Texas) állományába, ahol a repülést vezérlő rendszerek vezető műveleti mérnöke lett.
1989-ben az University of Houston keretében megvédte diplomáját. 1989-től az Air Force Space Command Colorado Springs egységnél a rakéta előrejelző radarok korszerűsítéséért felelt. 1991-ben tesztpilóta kiképzésben részesült. Az F–16 programvezető, parancsnoka a repülőgépek és fegyverzetek tesztelésnek. 1996-tól az USAF Test Pilot School oktató pilótája.
1996. május 1-től a Lyndon B. Johnson Űrközpontban részesült űrhajóskiképzésben. 2002-ben részt vett a NASA Extreme Environment Mission Operations (NEEMO 4) kutatási programban (a világ egyetlen tenger alatti kutatólaboratóriuma). Három űrszolgálata alatt összesen 36 napot, 7 órát és 12 percet (871 óra) töltött a világűrben. Űrsétái (kutatás, szerelés) alatt összesen  36 órát és 23 percet töltött a világűrben.

## Űrrepülések
- STS–110, az Atlantis űrrepülőgép 25. repülésének küldetésfelelőse. A 13. küldetés a Nemzetközi Űrállomásra (ISS), leszállították az első szegmenst, a központi rácsszerkezetet. Az S0 elem 12 tonnás, 13,4 méter hosszú és 4,6 méter széles. Első űrszolgálata alatt összesen 10 napot, 19 órát, 42 percet és 38 másodpercet (260 óra) töltött a világűrben. Űrsétái alatt összesen 14 órát és 15 percet töltött a világűrben. 7 240 000 kilométert (4 500 000 mérföldet) repült, 171 kerülte meg a Földet.
- STS–122  az Atlantis űrrepülőgép 29. repülésének küldetésfelelőse. Második űrszolgálata alatt összesen 12 napot, 18 órát, 21 percet és 50 másodpercet  (454 óra) töltött a világűrben. Űrsétái alatt összesen 22 órát és 8 percet töltött a világűrben. Legfőbb feladat a Nemzetközi Űrállomáson üzembe helyezni a Columbus laboratóriumot. 8 500 000 kilométert (5 300 000 mérföldet) repült, 202 kerülte meg a Földet.
- STS–135, a Atlantis űrrepülőgép 33. repülésének küldetésfelelőse. Az amerikai űrrepülőgép-program legutolsó repülése volt. A Raffaello (Multi-Purpose Logistics Module) segítségével  (víz, élelmiszer, ruházat, személyes tárgyak, orvosi- eszközök, berendezések, kutatási- anyagok és eszközök) szállítottak. Visszafelé bepakolták a csomagoló anyagokat, a szemetet. Egy űrszolgálata alatt összesen 12 napot, 18 órát és 28 percet (453 óra) töltött a világűrben. 8 500 000 kilométert (5 300 000 mérföldet) repült, 202 kerülte meg a Földet.